# Peruschwalbe
Der Peruschwalbe (Progne murphyi) ist eine Vogelart aus der Familie der Schwalben (Hirundinidae). Die Art kommt nur an der Westküste Perus und im extremen Norden von Chiles, in der Región de Arica y Parinacota, vor. Der Bestand wird von der IUCN als gefährdet (Vulnerable) eingeschätzt.

## Merkmale
Die Peruschwalbe erreicht eine Körperlänge von etwa 16,5 bis 17 Zentimetern. Das Männchen ist glänzend schwarzblau mit einem gegabelten Schwanz. Das Weibchen ist aschgrau. Die Schwingen sind blau: Dieses Blau zieht sich zwischen den Schwingen in einem breiten Streifen über den Rücken.

## Habitat
Die Peruschwalbe bewegt sich in Höhen unter 100 Metern. Bevorzugt findet man sie in Mauern und Felsformationen mit Ablagerungen von Guano. 

## Verhalten
Sie bewegen sich in dichten Schwärmen. Der Flug der Peruschwalbe ist gleitend. Zum Sonnenuntergang ziehen sie sich zu ihren Schlafplätzen zurück. Die Schlafplätze variieren zwischen Stein- und Lehmmauern oder Steinformationen am Meer.  Zur Brutzeit trifft man sie in kleinen Kolonien an Kliffküsten oder küstennahen Inseln. Der Vogel nimmt seine Nahrung sowohl über dem Meer, als auch auf Festland auf.

## Unterarten
Die Art gilt als monotypisch. Allerdings gibt es Autoren, die Progne murphyi als Unterart der Galapagosschwalbe (Progne modesta) (Gould, 1839) betrachten. So findet man in der Literatur auch den Namen Progne modesta murphyi. Das South American Classification Committee folgt der Meinung, dass es sich bei Progne murphyi um eine eigene Art handelt.

## Vorkommen

Verbreitungsgebiet der Peruschwalbe

Diese Art wurde bisher in San Damián-Berna Puquio (im Distrikt Coris) in der Region Ancash, in Mejía in der Region Arequipa, auf den Inseln Islas Chao und Isla Corcovado und in den Flusstälern von Rio Lluta und Río San José de Azapa beobachtet.

## Etymologie und Forschungsgeschichte
Frank Michler Chapman beschrieb die Peruschwalbe unter dem heutigen Namen Progne murphyi. Das Typusexemplar stammt von den Klippen in der Nähe von Talara und wurde von Robert Cushman Murphy gesammelt.
Der Begriff »Progne« geht auf Prokne, einer Tochter des Königs Pandion zurück, die sich in eine Schwalbe verwandelte. Das Artepitheton ist seinem Sammler gewidmet.